# Grenville (Dakota del Sud)
Grenville és una població dels Estats Units a l'estat de Dakota del Sud. Segons el cens del 2000 tenia 62 habitants.

## Demografia
Segons el cens del 2000, Grenville tenia 62 habitants, 35 habitatges, i 14 famílies. La densitat de població era de 99,7 habitants per km².
Dels 35 habitatges en un 20% hi vivien nens de menys de 18 anys, en un 28,6% hi vivien parelles casades, en un 2,9% dones solteres, i en un 60% no eren unitats familiars. En el 57,1% dels habitatges hi vivien persones soles el 28,6% de les quals corresponia a persones de 65 anys o més que vivien soles. El nombre mitjà de persones vivint en cada habitatge era d'1,77 i el nombre mitjà de persones que vivien en cada família era de 2,5.
Per edats la població es repartia de la següent manera: un 19,4% tenia menys de 18 anys, un 1,6% entre 18 i 24, un 32,3% entre 25 i 44, un 24,2% de 45 a 60 i un 22,6% 65 anys o més.
L'edat mediana era de 44 anys. Per cada 100 dones de 18 o més anys hi havia 138,1 homes.
La renda mediana per habitatge era de 10.000 $ i la renda mediana per família de 23.750 $. Els homes tenien una renda mediana de 20.625 $ mentre que les dones 16.875 $. La renda per capita de la població era d'11.762 $. Cap de les famílies i el 30% de la població estaven per davall del llindar de pobresa.

## Poblacions més properes
El següent diagrama mostra les poblacions més properes.